# Château de la Motte-Husson
Le château de la Motte-Husson est situé dans la commune de Martigné-sur-Mayenne, dans le département de la Mayenne, dans la région Pays de la Loire en France. Il est situé à 2 kilomètres au Nord du bourg.

## Désignation
- La Motte Husson, château (Hubert Jaillot).
- La Motte Husson, ferme (Carte de Cassini).
- La Motte, châtau (Carte d'État-Major).

## Histoire
Fief et domaine mouvant de la Chapelle-Rainsouin sous le devoir singulier d'un cotteret de sel blanc et d'un cotteret de beurre, tous les trois ans, alternativement avec le seigneur d'Ivoy (Carelles). Le seigneur avait haute justice et des droits honorifiques dans l'église de Martigné, où Jeanne de Cervon avait fait bâtir en 1543 la chapelle de Sainte-Anne, mais non le titre de fondateur qui appartenait au seigneur de la Motte-d'Aron. Le Bois-Flèche faisait partie du domaine, plus que doublé en 1675 par acquisition de la Motte-d'Aron.

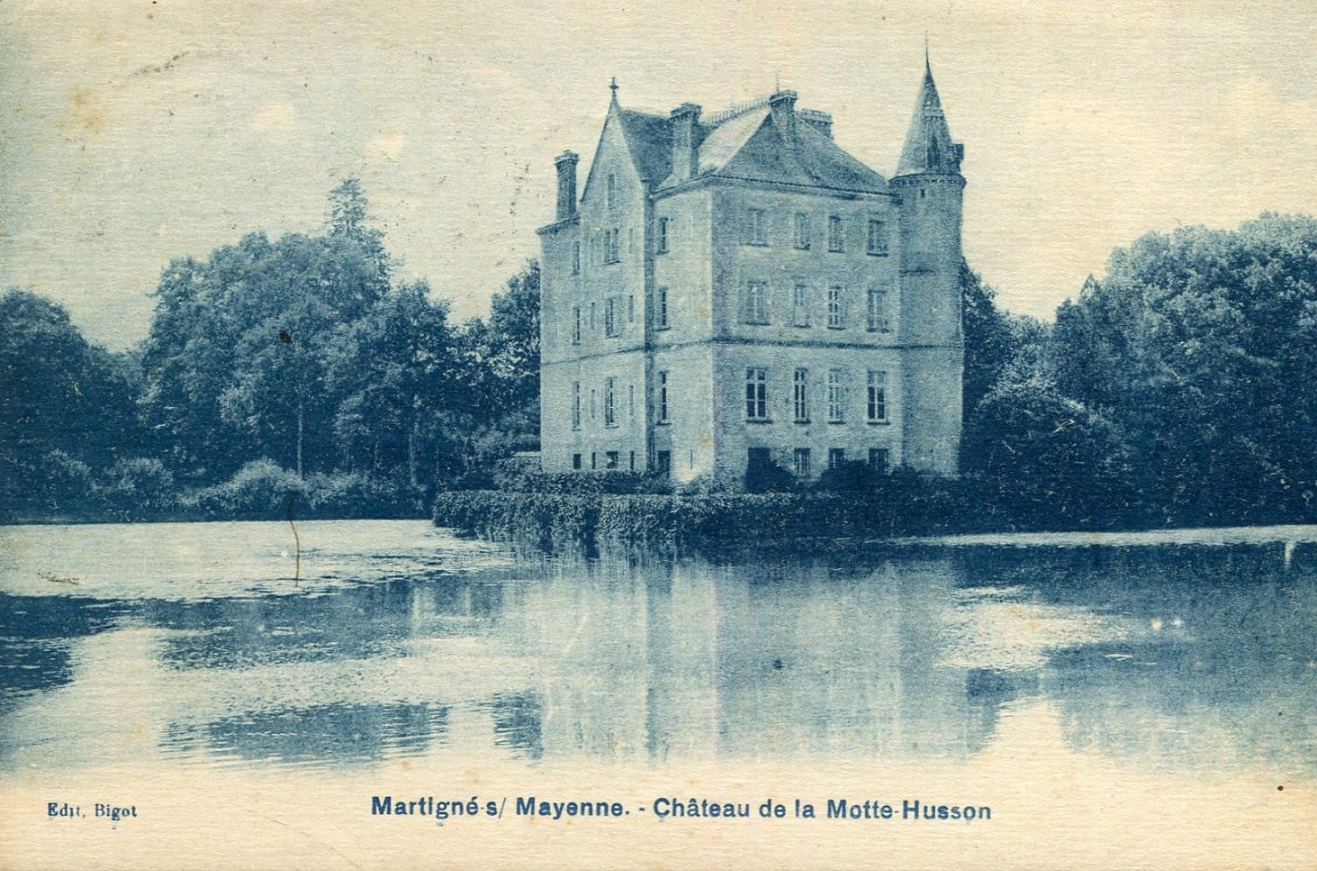
Le château vers 1910.

Henri de Husson, seigneur de Montgiroux vers 1406, reçoit aveu de Jeanne « La Voyère d’ Aron » en 1394.
Le château est construit au XIXe siècle sur l'emplacement d'une ancienne motte castrale et château fort du XVe siècle.
D'après une description faite en 1600 lors de l'acquisition du château par la famille de Baglion de la Dufferie ((une branche française de la famille Baglioni de Pérouse)  : « La Motte-Husson se compose d'une cuisine, cave, 4 ou 5 chambres par haut, grenier dessus, une chapelle, un portail où il y a un pont-levis, une chambre sur le dit portail, un pigeonnier sur le tout, couvert d'ardoises, au derrière une petite cour, des fossés et des douves autour des cours, un chenil auprès du portail ». 
À la demande de Louise-Dorothée Baglion de la Dufferie (1826–1902), le château actuel fut construit dans un style néo-Renaissance entre 1868 et 1874, l'édifice de cinq étages, flanqué de deux grandes tours à poivrière, avec 47 chambres et possédant un perron à double rampe est entouré des anciennes douves carrées, avec un jardin potager, une écurie, une orangerie et un parc de 4,9 ha,.

## Chapelle
La chapelle, située au bout du château, bénite le 4 septembre 1654 par le curé de Saint-Céneré, doyen de Sablé, avec permission d'y célébrer pendant trois ans en attendant une fondation régulière — permission renouvelée en 1689 à cause de l'éloignement de l'église paroissiale, — reçut du curé de Martigné, le 23 mai 1727, une seconde bénédiction après avoir été longtemps livrée à des usages profanes, et une troisième en 1771.

## Rénovation
Le château est racheté en 2015 à la famille Baglion de la Dufferie par le présentateur de télévision britannique Dick Strawbridge et son épouse décoratrice Angela, pour 280 000 £,,.
Une série télévisée, appelée « Rénovation XXL : Bienvenue au Château » (Escape to the Chateau en version originale), est diffusée sur la chaîne britannique Channel Four et sur Chérie 25 en France ; elle est consacrée à la rénovation et à la mise aux normes du château, en raison de l'absence d'électricité, d'égouts ou de chauffage, et de la présence de mérule, d'amiante et de plomb dans le bâtiment. Ce programme télévisuel animé par les Strawbridge prend fin en décembre 2022.

## Sources et bibliographie
- « Château de la Motte-Husson », dans Alphonse-Victor Angot et Ferdinand Gaugain, Dictionnaire historique, topographique et biographique de la Mayenne, Laval, A. Goupil, 1900-1910 [détail des éditions] (BNF 34106789, présentation en ligne)